# Vysoké nad Jizerou
Vysoké nad Jizerou (en allemand : Hochstadt an der Iser) est une ville du district de Semily, dans la région de Liberec, en République tchèque. Sa population s'élevait à 1 289 habitants en 2021.

## Géographie
Vysoké nad Jizerou se trouve à 3 km au sud-ouest de Jablonec nad Jizerou, à 11 km au nord-est de Semily, à 27 km au sud-est de Liberec et à 97 km au nord-nord-est de Prague.
La commune est limitée par Paseky nad Jizerou au nord, par la rivière Jizera et Jablonec nad Jizerou à l'est, par Poniklá, Roprachtice et Příkrý au sud, et par Roztoky u Semil et Zlatá Olešnice à l'ouest.

## Histoire
La ville est fondée au XIVe siècle et mentionnée pour la première fois en 1352. Elle prend le nom latin de Alta Ciuitas le 4 août 1354.

## Galerie

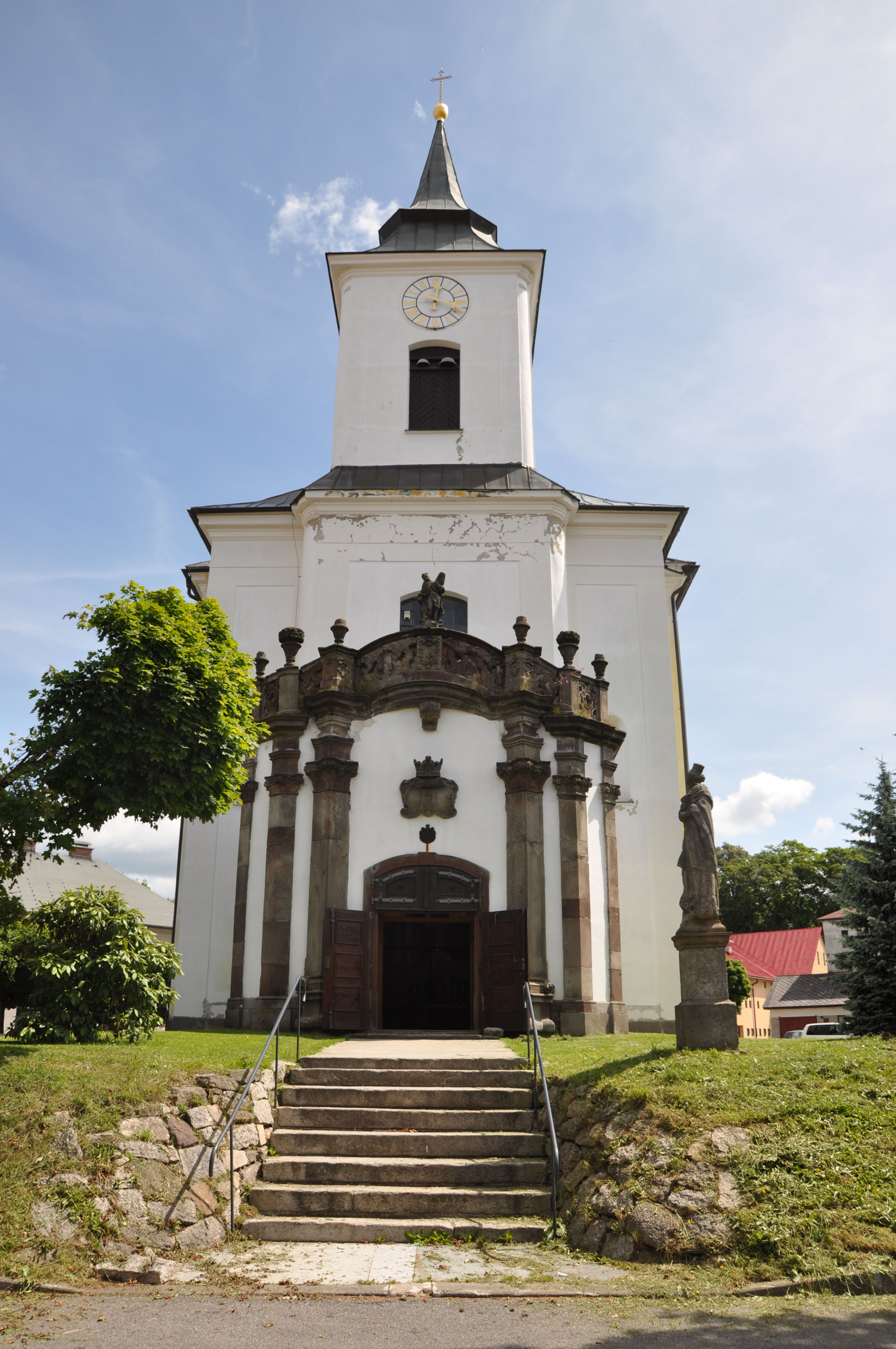
Église Sainte-Catherine de Vysoké.
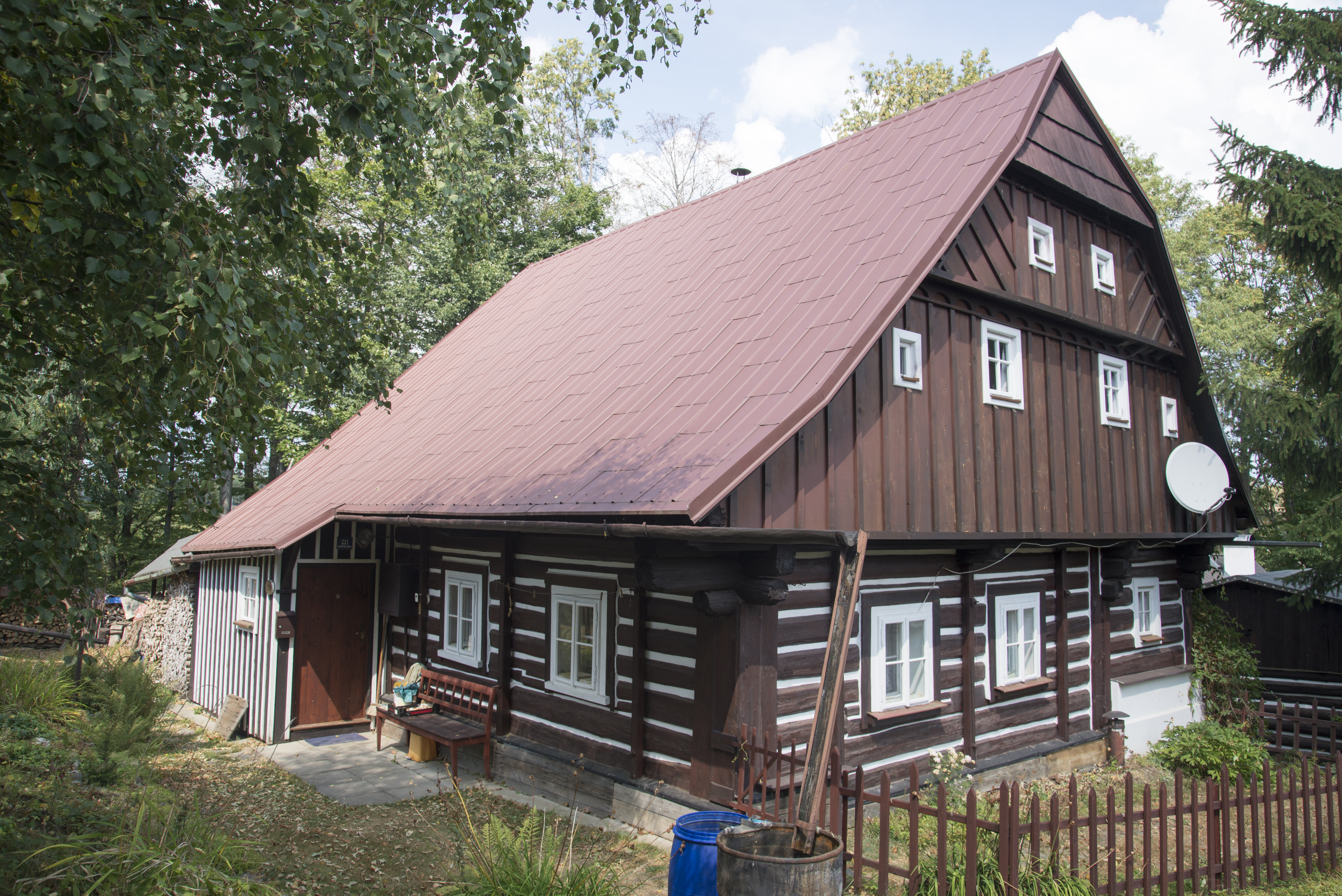
Architecture traditionnelle.

## Population
De 1970 à 2007, on assiste à un lent déclin de la population.
Recensements (1869 à 2001) ou estimations (depuis 2013) de la population :
| 1869* | 1880* | 1890* | 1900* | 1910* | 1921* |
| ----- | ----- | ----- | ----- | ----- | ----- |
| 3 831 | 3 878 | 3 870 | 3 674 | 3 522 | 3 193 |

| 1930* | 1950* | 1961* | 1970* | 1980* | 1991* |
| ----- | ----- | ----- | ----- | ----- | ----- |
| 2 791 | 2 328 | 1 734 | 1 676 | 1 508 | 1 417 |

| 2001* | 2014  | 2015  | 2016  | 2017  | 2018  |
| ----- | ----- | ----- | ----- | ----- | ----- |
| 1 353 | 1 288 | 1 279 | 1 284 | 1 295 | 1 292 |

| 2019  | 2020  | 2021* | 2022  | 2023  | 2024  |
| ----- | ----- | ----- | ----- | ----- | ----- |
| 1 290 | 1 298 | 1 220 | 1 291 | 1 353 | 1 329 |

## Administration
La commune se compose de cinq sections :
- Helkovice ;
- Horní Tříč ;
- Sklenařice ;
- Stará Ves ;
- Vysoké nad Jizerou.

## Transports
Par la route, Vysoké nad Jizerou se trouve à 5 km de Jablonec nad Jizerou, à 15 km de Semily, à 37 km de Liberec et à 123 km de Prague.

## Personnalité
- Karel Kramář (1860-1937), homme politique tchèque.